# Inklinacja
Inklinacja (nachylenie) – jeden z elementów orbity. Określa kąt pomiędzy płaszczyzną orbity a płaszczyzną odniesienia. W astronomii gwiazdowej przez nachylenie rozumie się także kąt, jaki tworzy linia widzenia na gwiazdę z jej osią obrotu, albo z osią prostopadłą do płaszczyzny jej orbity, w przypadku gwiazd podwójnych i wielokrotnych.
Płaszczyzną odniesienia, względem której określamy inklinację, może być:
- płaszczyzna równika ciała centralnego (w przypadku satelitów)
- płaszczyzna ekliptyki (czyli płaszczyzna zawierająca orbitę Ziemi wokół Słońca)
- płaszczyzna niezmienna układu planetarnego lub satelitarnego
- płaszczyzna Laplace’a (w przypadku satelitów)